# E depois do adeus
Chansons représentant le Portugal au Concours Eurovision de la chanson
Tourada
(1973) Madrugada
(1975)
E depois do adeus (en français Et après au revoir) est la chanson représentant le Portugal au Concours Eurovision de la chanson 1974, à Brighton, au Royaume-Uni. Elle est interprétée par Paulo de Carvalho.
Quelques semaines après l'Eurovision le 6 avril, la chanson est diffusée le 24 avril 1974 à 22 h 55 sur la station de radio Emissores Associados de Lisboa, elle est l'un des deux signaux secrets qui alertent les capitaines et soldats rebelles pour déclencher la révolution des Œillets.

## Sélection
E depois do adeus, écrite par José Niza (pt) et composée par José Calvário (pt), interprétée par Paulo de Carvalho, remporte le Festival da Canção le 6 avril 1974. La victoire est nette, elle obtient 245 points, cent de plus que la deuxième.

## Eurovision
La chanson est la seizième et avant-dernière de la soirée, suivant Mein Ruf nach dir interprétée par Piera Martell pour la Suisse et précédant Sì interprétée par Gigliola Cinquetti pour l'Italie.
La chanson obtient 3 points et finit dernière comme Mein Ruf nach dir, Die Sommermelodie pour l'Allemagne et The First Day of Love pour la Norvège (en).

### Points attribués au Portugal
| 12 points | 10 points | 8 points | 7 points | 6 points  |
| --------- | --------- | -------- | -------- | --------- |
|           |           |          |          |           |
| 5 points  | 4 points  | 3 points | 2 points | 1 point   |
|           |           |          | - Suisse | - Espagne |

## Révolution des œillets
Organisés depuis la caserne de Pontinha, à la périphérie de Lisbonne, les révolutionnaires s'emparent des stations de radio pour donner des signaux aux militaires.
Avec la transmission d’E Depois do Adeus par Emissores Associados de Lisboa, à 22 h 55, le 24 avril 1974, l'ordre est donné aux troupes rebelles de se préparer et d'être prêtes. Cet émetteur n'a qu'une portée de 100 à 150 km autour de Lisbonne, mais déjà dans le centre du pays, il donne le signal convenu pour que les officiers et soldats insurgés prennent position. Le signal effectif pour quitter la caserne ensuite est la diffusion, par Rádio Renascença, de Grândola, Vila Morena de Zeca Afonso, le 25 avril à 0 h 20.
La raison du choix d’E Depois do Adeus est que, n'ayant aucun contenu politique et étant une chanson en vogue à l'époque, elle n'éveillerait pas les soupçons, et la révolution pourrait être annulée si les dirigeants du MFA concluaient qu'il n'y avait pas de conditions effectives pour sa réalisation. La diffusion ultérieure, sur la chaîne catholique, d'une chanson clairement politique d'un auteur hors-la-loi devait donner aux rebelles la certitude qu'il n'y avait pas de retour en arrière, que la révolution allait vraiment commencer.